# Селден (Канзас)
Селден (англ. Selden) — місто (англ. city) в США, в окрузі Шерідан штату Канзас. Населення — 184 особи (2020).

## Географія
Селден розташований за координатами 39°32′29″ пн. ш. 100°34′2″ зх. д. / 39.54139° пн. ш. 100.56722° зх. д. (39.541446, -100.567184).  За даними Бюро перепису населення США в 2010 році місто мало площу 0,79 км², уся площа — суходіл.

## Демографія
Згідно з переписом 2010 року, у місті мешкало 219 осіб у 101 домогосподарстві у складі 57 родин. Густота населення становила 279 осіб/км².  Було 118 помешкань (150/км²).
Расовий склад населення:
| - 97,3 % — білих - 0,5 % — корінних американців - 2,3 % — осіб інших рас |

До двох чи більше рас належало 0,0 %. Частка іспаномовних становила 6,8 % від усіх жителів.
За віковим діапазоном населення розподілялося таким чином: 23,3 % — особи молодші 18 років, 57,5 % — особи у віці 18—64 років, 19,2 % — особи у віці 65 років та старші. Медіана віку мешканця становила 43,7 року. На 100 осіб жіночої статі у місті припадало 130,5 чоловіків;  на 100 жінок у віці від 18 років та старших — 136,6 чоловіків також старших 18 років.
Середній дохід на одне домашнє господарство  становив 52 521 долар США (медіана — 46 250), а середній дохід на одну сім'ю — 59 672 долари (медіана — 52 125). За межею бідності перебувало 8,1 % осіб, у тому числі 5,4 % дітей у віці до 18 років та 12,5 % осіб у віці 65 років та старших.
Цивільне працевлаштоване населення становило 176 осіб. Основні галузі зайнятості: освіта, охорона здоров'я та соціальна допомога — 28,4 %, сільське господарство, лісництво, риболовля — 27,3 %, виробництво — 11,9 %, мистецтво, розваги та відпочинок — 6,8 %.